# Colin Ginks
Colin Ginks é um artista visual, escritor e performer a viver e trabalhar em Lisboa desde 2009, conhecido pela curadoria da exposição coletiva "Isto também sou eu" (2012), uma exposição sobre arte queer em Portugal.